# Осада Брянска
Осада Брянска — одно из первых сражений войск Лжедмитрия II с правительственными войсками.

## Предыстория
Пока в центральной России подходило к концу восстание Болотникова, в неспокойной Северской земле объявился новый самозванец, под знамёна которого начали стекаться казаки (в том числе болотниковцы), а также польские и литовские авантюристы, потерпевшие поражение в так называемом рокоше Зебжидовского. Войско Лжедмитрия II выступило на Брянщину, заняло ряд городов (в том числе и Брянск, предварительно сожжённый царскими войсками), и направилось в Верховскую землю, где в октябре в битве под Козельском одержало первую победу над царскими войсками. Однако взятие Тулы войсками Василия Шуйского сделало дальнейшее продвижение на соединение с Болотниковым бессмысленным. Войско самозванца, подкреплённое новыми польско-литовскими отрядами, возвратилось к Брянску, который к тому моменту успели занять и заново отстроить царские войска. Брянск был взят Лжедмитрием II в осаду 9 (19) ноября.

## Битва
Войска Лжедмитрия II более месяца не могли сломить оборону города, которой руководили царские воеводы Кашин и Ржевский. В Брянске начался голод и нехватка воды, что вынуждало защитников города совершать вылазки. На выручку гарнизона Брянска из Мещовска и Москвы отправились правительственные полки под предводительством В. Ф. Литвинова-Мосальского и И. С. Куракина. Литвинов-Мосальский подошёл к Брянску 15 (25) декабря, но тонкий лёд на Десне не давал переправиться через реку. Тем не менее, его ратники, разгребая лёд, под выстрелами перебрались вплавь на другой берег, испугав такой решительностью приверженцев Лжедмитрия II. Завязалась битва, брянские воеводы Кашин и Ржевский совершили вылазку в поддержку подошедших полков. Не выдержав удара с двух сторон, войско Лжедмитрия дрогнуло и отступило. Подошёл к Брянску и Куракин, который по уже затвердевшему льду доставил в город все необходимые припасы. Лжедмитрий II вновь напал на царские полки, но так и не сумел потеснить их.

## Последствия
Поняв, что Брянск не падёт, Лжедмитрий II направился в Орёл, который стал его зимней резиденцией. Там его армия пополнялась новыми отрядами, прибывающими к нему с разных направлений. К весне её численность возросла до 27 тысяч человек и Лжедмитрий II двинулся на Москву. Брянск оставался подконтрольным Москве на всём протяжении Смутного времени.